# Macrocolus bicolor
Macrocolus bicolor là một loài ruồi trong họ Asilidae. Macrocolus bicolor được Engel miêu tả năm 1930. Loài này phân bố ở vùng Tân nhiệt đới.